# Klaus Fraundorf
Klaus Fraundorf (* 23. Oktober 1939) ist ein deutscher ehemaliger Fußballspieler, der von 1959 bis 1963 in der DDR-Oberliga, der höchsten Liga im DDR-Fußball, aktiv war. 

## Sportliche Laufbahn
Sein erstes Oberligaspiel bestritt Klaus Fraundorf in der Saison 1959 (Kalenderjahr-Rhythmus) am 12. Spieltag, an dem er beim SC Lokomotive Leipzig den etatmäßigen Abwehrspieler Karl-Heinz Brandt vertrat. Es blieb in dieser Saison Fraundorfs einziger Oberligaeinsatz. Auch 1960 war er mit sieben Oberligaeinsätzen Ersatzspieler, nur dreimal bestritt er die volle Spielzeit. In der Saison 1961/62, mit der auf den Sommer-Frühjahr-Rhythmus gewechselt wurde, gelang es Fraundorf, der Stamm-Mannschaft näher zu rücken. Wegen der Systemumstellung mussten in der Oberliga 39 Spiele ausgetragen werden, in denen Fraundorf 21-mal als Abwehrspieler eingesetzt wurde. In der Saison 1962/63 spielte er nur am 5. Spieltag, an dem er als Stürmer aufgeboten wurde. 
Im Herbst 1963 wurde Fraundorf von der Armeesportgemeinschaft Vorwärts Leipzig übernommen, die in der zweitklassigen DDR-Liga vertreten war.  Dort kam er am Saisonende noch zu zwei Einsätzen als Abwehrspieler. In den Spielzeiten 1963/64 und 1964/65 war Fraundorf bei der ASG Stammspieler und fehlte bei den insgesamt 60 Ligaspielen nur bei einer Partie. Dabei wurde er durchgehend auf dem rechten Abwehrposten eingesetzt. Auch 1965/66 war Fraundorf bei Vorwärts Leipzig rechter Verteidiger, fehlte aber bei dreizehn DDR-Liga-Spielen. 
Von der Spielzeit 1966/67 an gehörte Klaus Fraundorf zum Kader der DDR-Ligamannschaft von Aktivist Böhlen. Auch dort gelang es ihm, alle 30 Ligaspiele zu bestreiten, und sein Trainer Armin Günther ließ ihn auf der gewohnten rechten Abwehrseite spielen. Bereits am 3. Spieltag erzielte Fraundorf das einzige Tor seiner Laufbahn in Oberliga und DDR-Liga. Die BSG Aktivist begab sich inzwischen in den Fahrstuhlmodus, der mehrere Jahre anhielt. So musste deren Mannschaft zunächst nach ihrer ersten DDR-Liga-Saison in die Bezirksliga absteigen. Unter Mitwirkung von Fraundorf wurde der sofortige Wiederaufstieg erreicht. Fraundorf absolvierte in der folgenden Saison 1968/69 zu Beginn nur fünf Ligaspiele, hauptsächlich als Mittelfeldspieler. Danach schied er endgültig aus dem Kader der BSG Aktivist aus. 
Nach 30 Oberliga- und 113 DDR-Liga-Spielen beendete Klaus Fraundorf als 29-Jähriger seine Laufbahn im höheren Ligenbereich.